# Adicella hypseloknossoios
Adicella hypseloknossoios är en nattsländeart som beskrevs av Malicky 1977. Adicella hypseloknossoios ingår i släktet Adicella och familjen långhornssländor. Inga underarter finns listade i Catalogue of Life.